# Atractia pluviatilis
Atractia pluviatilis är en tvåvingeart som beskrevs av Carrera 1960. Atractia pluviatilis ingår i släktet Atractia och familjen rovflugor. Inga underarter finns listade i Catalogue of Life.